# Joan Allen
Pour les articles homonymes, voir Allen.
 (janvier 2025).
Joan Allen est une actrice américaine née le 20 août 1956 à Rochelle, dans l'Illinois (États-Unis).

## Biographie
Joan Allen est la benjamine de quatre enfants. Elle a un frère, David Allen et deux sœurs, Mary et Lynn Allen. Elle décroche son diplôme en 1976 à l'université du Nord de l'Illinois.

## Carrière
Elle entame sa carrière d’actrice sur les planches du théâtre et le public la découvre à la télévision en 1985 dans la mini-série Evergreen avant de faire ses débuts sur le grand écran dans la comédie Compromising Positions aux côtés de Susan Sarandon.

## Filmographie

### Cinéma
- 1985 : Compromising Positions de Frank Perry : Mary Alice Mahoney
- 1986 : Le Sixième Sens (Manhunter) de Michael Mann : Reba McClane
- 1986 : Peggy Sue s'est mariée (Peggy Sue Got Married) de Francis Ford Coppola : Maddy Nagle
- 1986 : Zeisters de John Golden : Lala
- 1988 : Tucker (Tucker : The Man and His Dream) de Francis Ford Coppola : Vera Tucker (Fuqua)
- 1989 : Un héros comme tant d'autres (In Country) de Norman Jewison : Irene
- 1993 : Ethan Frome de John Madden : Zénobie Zeeman Frome
- 1993 : À la recherche de Bobby Fischer (Searching for Bobby Fischer) de Steven Zaillian : Bonnie Waitzkin
- 1993 : Josh and S.A.M. de Billy Weber (en) : Caroline Whitney
- 1995 : De l'amour à la folie (Mad Love) d'Antonia Bird : Margaret Roberts
- 1995 : Nixon d'Oliver Stone : Pat Nixon
- 1996 : La Chasse aux sorcières (The Crucible) de Nicholas Hytner : Elizabeth Proctor
- 1997 : Ice Storm (The Ice Storm) d'Ang Lee : Elena Hood
- 1997 : Volte-face (Face/Off) de John Woo : Dr Eve Archer
- 1998 : Pleasantville de Gary Ross : Betty Parker
- 1999 : It's the Rage de James D. Stern et Keith Reddin : Helen
- 2000 : Manipulations (The Contender) de Rod Lurie : Sénateur Laine Hanson
- 2000 : When the Sky Falls de John Mackenzie : Sinead Hamilton
- 2003 : Off the Map de Campbell Scott : Arlene
- 2004 : N'oublie jamais (The Notebook) de Nick Cassavetes : Anne Hamilton
- 2004 : La Mort dans la peau (The Bourne Supremacy) de Paul Greengrass : Pamela Landy
- 2004 : Yes de Sally Potter : She
- 2005 : Les Bienfaits de la colère (The Upside of Anger) de Mike Binder : Terry Wolfmeyer
- 2007 : La Vengeance dans la peau (The Bourne Ultimatum) de Paul Greengrass : Pamela Landy
- 2008 : Course à la mort (Death race) de Paul W. S. Anderson : Hennessey
- 2010 : Hatchi (Hachikō : A Dog's Story) de Lasse Hallström : Cate Wilson
- 2012 : Jason Bourne : L'Héritage (The Bourne Legacy) de Tony Gilroy : Pamela Landy
- 2014 : Couple modèle (A Good Marriage) de Peter Askin : Darcy
- 2015 : Room de Lenny Abrahamson : Nancy

### Télévision

#### Séries télévisées
- 1985 : Evergreen : Iris Friedman
- 1987 : La cinquième dimension (The Twilight Zone) : Sally Dobbs
- 1987 : American Playhouse : Ann Deever
- 1996 : Frasier : Lydia (voix)
- 2001 : Les Brumes d'Avalon (The Mists of Avalon) : Morgause
- 2012 : Luck : Claire Lachay
- 2014 : The Killing[1] : Colonel Margaret Rayne
- 2016 : The Family : Claire Warren
- 2021 : Histoire de Lisey (Lisey's Story) : Amanda Debusher
- 2025 : Zero Day de Lesli Linka Glatter : Sheila Mullen

#### Téléfilms
- 1983 : Say Goodnight, Gracie de Patterson Denny et Austin Pendleton : Ginny
- 1987 : The Room Upstairs de Stuart Margolin : Ellie
- 1991 : Without Warning: The James Brady Story de Michael Toshiyuki Uno : Sarah Brady
- 2009 : Georgia O'Keeffe de Bob Balaban : Georgia O'Keeffe

## Jeux vidéo
- 2011 : The Elder Scrolls V: Skyrim : Delphine

## Distinctions

### Récompenses

#### Cinéma
- 1995 : BSFC Award du meilleur second rôle féminin pour Nixon
- 1995 : STFC Award du meilleur second rôle féminin pour Nixon
- 1997 : SFCA Award du meilleur second rôle féminin pour La Chasse aux sorcières
- 1998 : BSFC Award du meilleur second rôle féminin pour Pleasantville
- 1999 : Saturn Award du meilleur second rôle féminin pour Pleasantville
- 1997 : SFCA Award du meilleur second rôle féminin pour Pleasantville

#### Théâtre
- 1988 :  Tony Award de la meilleure actrice dans une pièce pour Brûlez tout

### Nominations
- 1996 : Nomination au BAFTA du meilleur second rôle féminin pour Nixon
- 1996 : Nomination à l'Oscar du meilleur second rôle féminin pour Nixon
- 1997 : Nomination à l'Oscar du meilleur second rôle féminin pour La Chasse aux sorcières
- 1998 : Nomination au Saturn Award du meilleur second rôle féminin pour Volte-face
- 2001 : Nomination à l'Oscar de la meilleure actrice pour Manipulations

## Voix francophones
En France, Joan Allen est régulièrement doublée par Véronique Augereau.
| - Véronique Augereau dans : - Manipulations - Les Brumes d'Avalon (téléfilm) - La Mort dans la peau - Bonneville (en) - La Vengeance dans la peau - Course à la mort - Georgia O'Keeffe (téléfilm) - Jason Bourne : L'Héritage - The Killing (série télévisée) - Room - Histoire de Lisey (mini-série) - Zero Day (mini-série) - Micky Sébastian dans : - Volte-face - Luck (série télévisée) - Tania Torrens (*1945 - 2024) dans : - N'oublie jamais - Les Bienfaits de la colère | Et aussi - Martine Sarcey (*1928 - 2010) dans Le Sixième Sens - Jeanine Forney (*1939 - 2013) dans Peggy Sue s'est mariée - Évelyn Séléna dans Tucker - Anne Deleuze dans Un héros comme tant d'autres - Annie Le Youdec dans À la recherche de Bobby Fischer - Perrette Pradier (*1938 - 2013) dans Nixon - Frédérique Tirmont dans La Chasse aux sorcières - Anne Rochant dans Pleasantville - Sylvia Bergé dans Hatchi - Vanina Pradier dans The Elder Scrolls V: Skyrim (voix, jeu vidéo) |